# 천안불당초등학교
천안불당초등학교는 대한민국 충청남도 천안시 서북구 불당동에 있는 공립 초등학교이다.

## 학교 연혁
- 2002.10.12 학교 설립 계획 확정
- 2003.05.01 36학급 규모 설립인가
- 2004.09.01 천안불당초등학교 개교 (26학급 편성)
- 2004.10.15 개교식
- 2005.02.18 제1회 졸업(졸업생 103명)
- 2005.03.01 38학급 편성
- 2005.11.04 도지정 정보화교육 연구학교 보고
- 2006.02.16 제2회 졸업(졸업생 219명)
- 2006.03.01 46학급 편성
- 2007.02.14 제3회 졸업(졸업생 237명)
- 2007.03.01 51학급 편성
- 2008.02.18 제4회 졸업(졸업생 291명)
- 2008.03.01 53학급 편성
- 2009.02.18 제5회 졸업(졸업생 320명)
- 2009.03.01 54학급 편성
- 2009.11.05 도지정 보건교육 연구학교 보고
- 2010.02.19 제6회 졸업(졸업생 343명)
- 2010.03.01 53학급 편성
- 2011.02.18 제7회 졸업(졸업생 319명)
- 2011.03.01 55학급 편성
- 2012.02.14 제8회 졸업(졸업생 350명)
- 2013.02.15 제9회 졸업(총 졸업생 2,582명)
- 2014.02.13 제10회 졸업(총 졸업생 2,912명)
- 2015.02.12 제11회 졸업(총 졸업생 3,488명)
- 2016.02.05 제12회 졸업(총 졸업생 3,799명)
- 2016.10.01 충남 100대 교육과정 4년 연속 우수학교 선정
- 2017.02.10 제13회 졸업(총 졸업생 4,133명)
- 2018.02.09 제14회 졸업(총 졸업생 4,414명)
- 2019.01.09 제15회 졸업(총 졸업생 4,709명)
- 2019.03.01 51학급 편성
- 2019.12.31 예술교육 우수학교 교육감 표창
- 2020.02.07 제16회 졸업(총 졸업생 5,004명)
- 2020.12.31 방과후학교 활성화 우수학교 교육감 표창
- 2021.01.08 제17회 졸업(총 졸업생 5,288명)
- 2021.02.09 종합감사 우수기관 교육감 표창
- 2021.09.15 행복나눔실천 우수학교 교육감 표창
- 2021.12.29 학생연극제 우수학교 교육감 표창
- 2021.12.31 외국어교육 우수학교 교육감 표창
- 2022.01.04 제18회 졸업(총 졸업생 5,554명)
- 2022.04.23 꿈틀 AI학습실 개소식
- 2022.12.06 건강걷기 365 활성화 우수학교 교육감 표창
- 2022.12.08 독서교육 활성화 우수학교 교육감 표창
- 2022.12.30 제19회 졸업(총 졸업생 5,822명)
- 2023.12.29 제20회 졸업(총 졸업생 6,097명)
- 2023.12.31 인공지능교육 및 정보교육 활성화 우수학교 교육감 표창
- 2023.12.31 제69회 전국과학전람회 우수학교 교육감 표창
- 2023.12.31 방과후학교ㆍ초등돌봄 활성화 우수학교 교육감 표창

## 학교 교가
월봉산 푸른기상
도솔촌에 뻗어내리고
풀무골 동산에 배움의 터 우뚝 솟았네
저마다 꿈 슬기롭게
펼쳐가는 배움의 전당
내일의 보배들이 자라나는 천안불당교
- 천안불당초 교가

## 참고 자료
- 천안불당초등학교 - 한국교육학술정보원 학교알리미